# Победитель (Краснодарский край)
Победитель — посёлок в Прикубанском внутригородском округе города Краснодара. Входит в состав Калининского сельского округа. 

## География
Населённый пункт расположен в северо-восточной части городского округа Краснодара. 

## История
11 марта 1977 года исполком горсовета присвоил наименования населённым пунктам, расположенным на территории Ленинского, Первомайского и Советского районов города Краснодара (ранее они числились «безымянно», как поселки различных хозяйств): Колосистый (посёлок опытно-производственного хозяйства КНИИСХ имени П.П.Лукьяненко), Берёзовый, Лазурный, Индустриальный, Российский, Победитель, Дружелюбный, Плодородный, Зональный, Знаменский и Зеленопольский. А 28 октября того же года получили ещё два поселка – Экспериментальный и Прогресс. 

## Население
| 2002 | 2010 |
| ---- | ---- |
| 286  | ↗409 |